# Le Miroir des sports

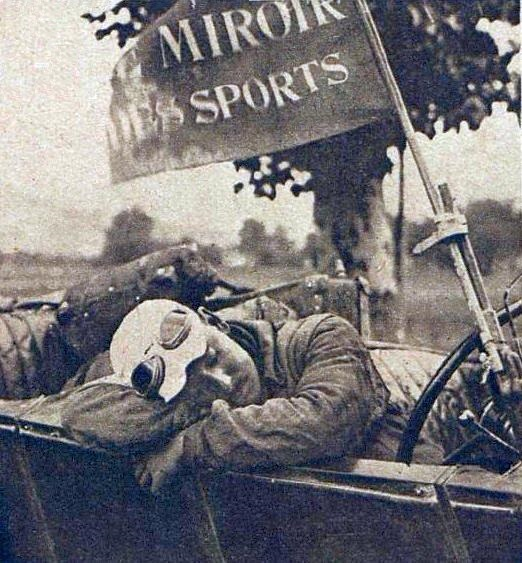
Un chauffeur du Miroir des sports se reposant, durant le tour de France 1926.

Le Miroir des sports est un hebdomadaire français d'illustrations photographiques consacré au sport. Créé en 1920 et faisant suite au Miroir, le titre a eu plusieurs vies. Il a cessé de paraître en 1968.

## Première période: 1920-1944
Lorsqu'il est créé le 8 juillet 1920, Le Miroir des sports, publication hebdomadaire illustrée est en fait le successeur du Miroir, créé en 1910 par Félix Juven et Paul Dupuy, au sein du groupe de presse Le Petit Parisien dirigé par le père de ce dernier, Jean Dupuy. Au départ simple supplément dominical illustré, Le Miroir  suivait l'actualité des « têtes couronnées » et des spectacles, entre autres. Avec la déclaration de guerre, en août 1914, il se met à suivre le conflit dans toutes ses phases, l'illustrant exclusivement de reproductions de photographies instantanées qui sont devenues une source iconographique importante sur la Première Guerre mondiale. La paix revenue, Dupuy se tourne vers le sport devenu un phénomène de société plus rentable que la politique. Il est lancé pour un prix de 40 centimes de francs (à cause de l'inflation, un peu moins de 10 centimes d'avant guerre) pour seize pages en noir et blanc.
Du 8 juillet (no 342) au 30 décembre 1920 (no 367) Le Miroir comporte une double numérotation : c'est l'édition du 22 juillet qui comporte pour la première fois un numéro de nouvelle série : ici le no 3.
Le Miroir des sports est un peu le reflet de l'engouement du public pour les compétitions : en juillet 1921, le championnat du monde de boxe disputé entre le Français Georges Carpentier et l'Américain Jack Dempsey en est un exemple. De plus dans sa pratique le sport se démocratise et la presse sportive ne s'adresse plus à une élite, mais à un large lectorat. La photographie de l'instant de l'exploit ou de la compétition prend le pas sur les articles techniques. Le Miroir des sports répond à ces attentes et complète le reportage radiophonique, lui aussi émergeant au début des années 1920. Ainsi, plus tard, il restitue les Tours de France cyclistes des années 1930. 
La Seconde Guerre mondiale interrompt la parution du titre le 29 août 1939 au no 1084. Mais le 7 avril 1941, il reparaît : 158 numéros sont publiés jusqu'au 31 juillet 1944. À la Libération de la France, il est interdit pour fait de collaboration.

## 1951-1968,But et ClubetLe Miroir des sports
Après sept années de purgatoire, Le Miroir des sports réapparaît le 9 avril 1951. D'abord en sous-titre d'un hebdomadaire sportif But et Club au no 288, puis en plein titre à partir du no 600 (12 novembre 1956). Des numéros 1101 (14/10/1965) à 1156 (02/11/1966) il est associé au magazine Sport et vie. La société éditrice est adossée au Parisien libéré. La création ou la renaissance de cette revue répond au besoin de certains milieux sportifs, pour contrer l'hégémonie de Miroir Sprint dans le créneau de la presse hebdomadaire sportive. Il y parvient. Aux alentours de 1960, dans un contexte de déclin des deux titres, le tirage du Miroir des Sports, pourtant supérieur à celui de son rival, cesse le premier sa parution le 14 novembre 1968 (au no 1258).

### Le journal de Félix Lévitan
Né le 16 juin 1947 avec le no 69, But et Club, issu de la fusion de But (68 numéros du 26 février 1946 au 10 juin 1947) et de Club (47 numéros du 22 juillet 1946 au 10 juin 1947) avait pour directeur Gaston Bénac, issu de Paris-Soir. À ses côtés, le rédacteur en chef, Félix Lévitan montait en puissance. La réapparition en 1951 du titre Miroir des Sports correspond à la prise du pouvoir, à la direction de l'hebdomadaire, de Félix Lévitan, qui va devenir un des personnages clés du cyclisme pendant plus de trente années. Journaliste sportif, certes il l'est. Il est d'ailleurs un des animateurs de l'Union syndicale des journalistes sportifs de France. Mais il est aussi, avec son journal Le Parisien libéré, coorganisateur du Tour de France. Le Miroir des sports lui permet une certaine liberté d'expression, que ne peuvent lui accorder les colonnes du Parisien libéré, dont il est rédacteur en chef.

### Les journalistes
Les collaborateurs de son hebdomadaire, selon la même formule que Miroir Sprint, écrivent en général dans d'autres journaux, mais pour la plupart, il s'agit du Parisien libéré.
- Georges Duthen, le rédacteur en chef adjoint du Miroir des sports, est spécialiste du rugby au Parisien. Par ailleurs, il est coauteur de la Marche des sports et enseigne l'EPS au lycée Jules-Ferry de Versailles.
- Roger Frankeur, René de Latour (cyclisme), Renaud de Laborderie (tennis, rugby), Henri Chapuis (basket), Roger Debaye (athlétisme), Georges Franchard (automobilisme), sont tous de la rubrique sportive du Parisien libéré.
- Roger Bastide (cyclisme) est à L'Équipe.

Et puis, comme Miroir Sprint possède son dessinateur-illustrateur, Le Miroir des sports a le sien : il s'agit de Déro (Robert Décremps, 1920-2000), qui travaille à L'Équipe depuis 1948.